# Råttsvans
För frisyren, se Råttsvans (frisyr).
Råttsvans (Myosurus minimus) är en växtart i familjen ranunkelväxter. Den har ett oansenligt hylle. De yttre hyllebladen är foderlika. De inre är omvandlade till nektargömmen (staminodier). Blomman har alltså inga kronblad. Fem ståndare, många fria pistiller. Pistillsamlingen är mycket hög och smal och när frukterna mognar kan "råttsvansen" vara högre än resten av örten. Råttsvans är liten (stjälken är bara ett par cm hög) och har trådsmala blad i rosett. Den trivs på öppen jord och kan ibland växa som ogräs i stora mängder. 

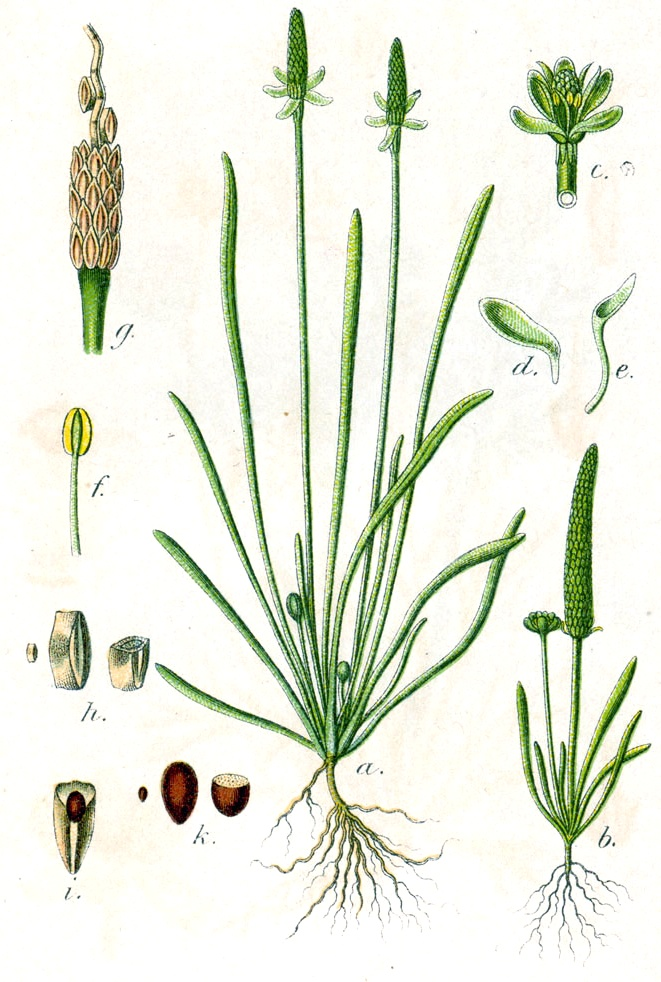